# 硒化铥
硒化铥是一种无机化合物，化学式为Tm2Se3。它可由铥和硒或氧化铥和硒化氢在高温反应得到；或在(py)3Tm(SePh)3的热分解中生成。它和三硒化二锑的二元体系中，可以形成TmSb3Se6、Tm6Sb8Se21、TmSbSe3和Tm8Sb2Se15。